# (20482) Dustinshea
(20482) Dustinshea (1999 NH40) – planetoida z grupy pasa głównego asteroid okrążająca Słońce w ciągu 3,82 lat w średniej odległości 2,44 j.a. Odkryta 14 lipca 1999 roku.